# جمعية حماية المستهلك
جمعية حماية المستهلك هي مؤسسة سعودية أهلية، بدأت كفكرة لدى الأعضاء المؤسسين عام 1419هـ، ثم صدر قرار مجلس الوزراء بالموافقة على إنشائها بتاريخ 17 / 6 / 1428. وتهدف الجمعية إلى العناية بشؤون المستهلك ورعاية مصالحه والمحافظة على حقوقه والدفاع عنها، وتبني قضاياه لدى الجهات العامة والخاصة، وحمايته من جميع أنواع الغش والتقليد والاحتيال والخداع والتدليس في جميع السلع والخدمات والمبالغة في رفع أسعارهما.

## الاختصاصات[2]
1- تلقي شكاوى المستهلك، المتعلقة بالاحتيال والغش والتدليس والتلاعب في السلع أو الخدمات والمغالاة في أسعارهما، والتضليل عن طريق الإعلانات في الصحف وغيرها، ورفع ذلك إلى الجهات المختصة، ومتابعتها.
2- مساندة جهود الجهات الحكومية المعنية بحماية المستهلك، وإبلاغها بكل ما يمس حقوق المستهلك ومصالحه.
3- إعداد الدراسات والبحوث، وعقد المؤتمرات والندوات والدورات، وإقامة المعارض ذات العلاقة بنشاط حماية المستهلك، ونشر نتائج تلك الدراسات والبحوث.
4- توعية المستهلك بطرق ترشيد الاستهلاك وتقديم المعلومات والاستشارات الضرورية له.
5- اقتراح الأنظمة ذات الصلة بحماية المستهلك وتطويرها.
6- تمثيل المستهلك في اللجان والهيئات المحلية والدولية ذات العلاقة بحماية المستهلك.

## أعضاء المجلس والأمين العام[3]
- م. عبد الله بن علي النعيم. رئيس المجلس التنفيذي
- م. أنس بن ناصر الحميد. عضو المجلس
- م. ماجد بن سعد العصيمي. عضو المجلس
- أ.فيصل بن عبد الوهاب السيف. عضو المجلس
- م. ماجد بن صالح المرزم. عضو المجلس
- م. سعود بن راشد العسكر. عضو المجلس
- د. فهد بن محمد الماجد. عضو المجلس
- أ. فيصل بن عبد الله العبد الكريم. عضو المجلس
- أ. ماجد بن إبراهيم المحيميد. عضو المجلس
- د. محمد بن صقير العريني. عضوا احتياطيا
- د. تركي بن عبد العزيز الثنيان. عضوا احتياطيا
- أ. فريدة بنت محمد الصهيل. عضوا احتياطيا
- د. سمر بنت عبد الله القحطاني. الأمين العام